# リセット (漫画)
『リセット』は山本まゆりの漫画。および、これを原作として放送されたスペシャルドラマならびに連続テレビドラマ。

## あらすじ
人生の中で「あの時、別の選択をしていればよかった」と後悔する人の前に、時の案内人・アンリが現れ、後悔する要因となった分岐点まで彼らの人生をリセットさせる。こうして別の人生を歩むが、そこでも新たな問題が生じ、リセットしなければよかったのかと悩む。そこに再びアンリが現れ、もう一度だけリセット前の人生に戻るか、このままの人生を生きるかの選択を迫る。果たして彼らの選択はいかに?

## コミック
本作の最新作として、「RESET -リセットnew-」が『BE・LOVE』（講談社）2009年3号より連載された。
- リセット 1（講談社漫画文庫、2009年1月9日、ISBN 978-4-06370-617-8）
- リセット 2（講談社漫画文庫、2009年1月9日、ISBN 978-4-06370-618-5）
- リセット 3（講談社漫画文庫、2009年1月9日、ISBN 978-4-06370-619-2）
- RESET〜リセットnew 崩壊家族編〜（KCデラックス、2009年3月13日、ISBN 978-4-06375-672-2）

## テレビドラマ

### 概要
『RESET』のタイトルで、スペシャルドラマ・連続ドラマともに読売テレビ制作・日本テレビ系列で放送。
テレビドラマは『リセット』を原案としているが、原作と異なる点がいくつかある。
- アンリの立ち位置
  - 原作では赤と青のオッドアイで背中から黒と白の羽が生えている少年。自らを堕天使と名乗る。
  - ドラマでは天使とも悪魔とも特定されておらず、「リセットする人自身が決めること」と表現されている。「アンリ」はリセット係が代々受け継ぐ名前としており、先代が無作為に選んだ死者が後を継ぐことになっており、スペシャルドラマのラストで津川雅彦が演じる先代アンリが園田照彦を指名した。
アンリになったばかりの頃は背中に羽を付けないといけないが理由は不明。なおこれは飛ぶことができない。
- アンリの登場と人生の選択の手段
  - 原作では主人公がテレビゲームをやりアクシデント（死亡やゲームオーバー）に陥ってリセットボタンを押すと画面にアンリの姿が映る。リセットをするときはやっていたゲーム機のリセットボタンを押す。2回目のリセットではアンリがどこからかゲーム機を取り出して選択を迫る。
  - ドラマでは独特の着メロが流れると名前が表示される機種では『アンリ』と表示されるとほぼ同時にアンリが登場する。この時の状況はスペシャルドラマと連続ドラマで異なり、スペシャルではストーンサークルが置かれた暗い空間に主人公が移動するが、連続ドラマではアンリが奇妙なコスプレをして主人公の目の前に現れ、ほかの人物はいなくなる。
携帯電話の画面にYESとNOの選択画面が現れ、YESを押すと羽の生えた剣の画像が一瞬だけ出てきて戻ることができる[1]。
2回目のリセットでは時間制限を設けており、画像と同じ剣の絵が彫られたコインを高さ1mほどの円柱の形をした水槽に入れてコインが底に着くまでに決断するよう促している。実際にはなかったがもし選択できなかったらNOを選択したことになる。

また、同放送枠の前番組『夢をかなえるゾウ』同様、単発ドラマと同じ日に連続ドラマの第1話が放送されたが、『夢をかなえるゾウ』とは異なり、本作は一話完結となっている（スペシャルドラマは3話オムニバス）。

### スペシャルドラマ
2009年1月15日の21:00 - 22:48 (JST) に放送。視聴率9.6%。

#### キャスト
- アンリ：津川雅彦

涙の選択
- 高尾由良：京野ことみ
- 清水哲也：鈴木一真
- 高尾政子：市毛良枝
- 中野剛、あんじ、真下有紀、枝下明子

俺の世界
- 福田充徳：福田充徳（チュートリアル）
- 徳井義実：徳井義実（チュートリアル）
- 吉田敬：吉田敬（ブラックマヨネーズ）
- 小杉竜一：小杉竜一（ブラックマヨネーズ）
- 三波伸一、後田佳宏、森里一大、東野愛鈴

恋のゆくえ
- 園田香織：片瀬那奈
- 岸本信生：忍成修吾
- 園田照彦：田中直樹（ココリコ）
- 浅見れいな、中丸新将
- 吉川まりあ、利倉徹治、末野卓磨、木村啓介、上村愛香、杉江謙介

### 連続ドラマ
2009年1月15日 - 2009年4月16日に木曜ナイトドラマ枠（毎週木曜日23:58 - 翌0:38 (JST)）で放送。全14話。

#### キャスト
全話共通
- アンリ：田中直樹（ココリコ）

第1話「ひきこもり女の復讐」
- 長沢真理：安めぐみ
- 長沢理沙：松山愛里
- 滝沢マコト：桐山漣

第2話「痴漢に復讐する女」
- 須藤さつき：原史奈
- 河上高久：姜暢雄
- 五十嵐和人：田口浩正

第3話「僕の宿命」
- 笹本康太：浅利陽介
- 佐倉美穂：木南晴夏
- 細山武志：ほっしゃん。
- 高倉刑事：金山一彦

第4話「消えた記憶」
- 志村まどか：平愛梨
- 戸谷秀成：井坂俊哉
- 大野隆司：川田広樹（ガレッジセール）

第5話「バレンタインデーの奇跡」
- 雫：村川絵梨
- たける：新井浩文
- 多恵：石井トミコ
- 木下涼観：麿赤兒

第6話「家族の二つの分かれ道」
- 芦沢梓：藤本美貴
- 柴田早苗：黒坂真美
- 芦沢和子：増子倭文江

第7話「整形の秘密」
- 白井美咲（整形前）：黒沢かずこ（森三中）
- 白井由美香：黒谷友香
- 大野雄也：渡部豪太
- 白井美咲（整形後）：三津谷葉子

第8話「駐禁を許した代償」
- 長坂利英：陣内智則
- 吉村幸代：小川菜摘
- 吉村駿：鏑木海智

第9話「死体の隣で目覚めたワタシ」
- アツミ：森脇英理子
- ミチコ：ちすん
- トモヤ：山中崇
- ケンタロウ：佐藤佑介
- 豪徳寺：南方英二（チャンバラトリオ）

第10話「仕組まれたワナ」
- 宮本陽介：葛山信吾
- 中村千春：愛実
- 栗田ひろ子：酒井彩名
- 板谷宇多子：猫背椿
- 木下政人：林和義

第11話「占いを信じなかった罰」
- 八代あかね：高橋真唯
- 秋山浩介：森本亮治
- 寺田美鈴：宮下ともみ
- 秋山寿子：上岡紘子
- 占い師：杉嶋美智子

第12話「結婚の選択」
- 秋草幸子：高部あい
- 藤本真司：竹財輝之助
- 緒方匠：永田彬 (RUN&GUN)

第13話「盲目の恋」
- 高津美央子：黒川智花（幼少期：小野花梨）
- 倉木麗奈：磯山さやか（幼少期：宮武祭）
- 佐伯岳人：平方元基
- 美央子の母：大塚良重

最終回「僕を愛して下さい」
- 三上雪哉：本郷奏多
- 柴川あやめ：真下玲奈
- 三上光一：矢島健一

#### サブタイトル
| 各話   | 放送日        | サブタイトル             | 脚本        | 演出     |
| ------ | ------------- | ------------------------ | ----------- | -------- |
| 第1話  | 2009年1月15日 | ひきこもり女の復讐       | 古賀直樹    | 白川士   |
| 第2話  | 2009年1月22日 | 痴漢に復讐する女         | 林誠人      | 山田勇人 |
| 第3話  | 2009年1月29日 | 僕の宿命                 | 古賀直樹    | 山田勇人 |
| 第4話  | 2009年2月5日  | 消えた記憶               | 林誠人      | 岡本浩一 |
| 第5話  | 2009年2月12日 | バレンタインデーの奇跡   | 渡邉睦月    | 岡本浩一 |
| 第6話  | 2009年2月19日 | 家族の二つの分かれ道     | 山上ちはる  | 白川士   |
| 第7話  | 2009年2月26日 | 整形の秘密               | 古賀直樹    | 遠藤光貴 |
| 第8話  | 2009年3月5日  | 駐禁を許した代償         | 山上ちはる  | 山田勇人 |
| 第9話  | 2009年3月12日 | 死体の隣で目覚めたワタシ | 田辺茂範    | 白川士   |
| 第10話 | 2009年3月19日 | 仕組まれたワナ           | 林誠人      | 山田勇人 |
| 第11話 | 2009年3月26日 | 占いを信じなかった罰     | 横田理恵    | 位部将人 |
| 第12話 | 2009年4月2日  | 結婚の選択               | 林誠人 恵光 | 白川士   |
| 第13話 | 2009年4月9日  | 盲目の恋                 | 渡邉睦月    | 位部将人 |
| 最終回 | 2009年4月16日 | 僕を愛して下さい         | 渡邉睦月    | 白川士   |

### スタッフ
- 原案：山本まゆり『リセット』講談社漫画文庫〔スペシャルドラマ／連続ドラマ〕
- 脚本監修：林誠人〔スペシャルドラマ／連続ドラマ〕
- 脚本：山上ちはる〔「俺の世界」「恋のゆくえ」〕・林誠人〔「涙の選択」〕、古賀直樹〔連続ドラマ〕
- 脚本協力：福田雄一〔連続ドラマ〕
- 音楽：中村竜哉〔スペシャルドラマ／連続ドラマ〕
- 演出：岡本浩一 (ytv)〔スペシャルドラマ〕、白川士（ザ・ワークス）〔スペシャルドラマ／連続ドラマ〕、山田勇人・遠藤光貴・位部将人（ザ・ワークス）〔連続ドラマ〕
- 技術協力：エスブイエス、ビデオスタッフ
- 照明協力：ザ・ホライズン
- 美術協力：テレビ朝日クリエイト
- 音響効果：メディアハウスサウンドデザイン
- VFX：オムニバス・ジャパン
- スタントコーディネーター：大道寺俊典
- プロダクション・プロデューサー：霜田一寿（ザ・ワークス）〔スペシャルドラマ〕、梅田玲子（ザ・ワークス）〔スペシャルドラマ／連続ドラマ〕
- プロデューサー：尼子大介 (ytv)、片岡秀介（よしもとクリエイティブ・エージェンシー）〔スペシャルドラマ／連続ドラマ〕
- アソシエイトプロデューサー：望月貴之（よしもとクリエイティブ・エージェンシー）
- チーフプロデューサー：堀口良則 (ytv)〔スペシャルドラマ／連続ドラマ〕
- 制作プロダクション：THE WORKS〔スペシャルドラマ／連続ドラマ〕
- 制作著作：ytv（読売テレビ）〔スペシャルドラマ／連続ドラマ〕

### 主題歌
- 二千花「リバーズエッジ」(YOSHIMOTO R and C)